# Ластовце
Ластовце (слч. Lastovce) насељено је мјесто са административним статусом сеоске општине (слч. obec) у округу Требишов, у Кошичком крају, Словачка Република.

## Становништво
| Година:    | 1994. | 2004.    | 2014.   | 2024.    |
| ---------- | ----- | -------- | ------- | -------- |
| Број људи: | 865   | 1060     | 1147    | 1275     |
| Разлика:   |       | +22,54 % | +8,20 % | +11,15 % |

| Година:    | 2023. | 2024.   |
| ---------- | ----- | ------- |
| Број људи: | 1274  | 1275    |
| Разлика:   |       | +0,07 % |

Према подацима о броју становника из 2011. године насеље је имало 1.103 становника.